# Садове (Єврейська автономна область)
Садове (рос. Садовое) — село у Октябрському районі Єврейської автономної області Російської Федерації.
Входить до складу муніципального утворення Нагібовське сільське поселення. Населення становить 339 осіб (2010).

## Історія
Згідно із законом від 26 листопада 2003 року органом місцевого самоврядування є Нагібовське сільське поселення.

## Населення
| 2002 | 2010 |
| ---- | ---- |
| 459  | ↘339 |